# 贸易引力模型
贸易引力模型指出貿易額度與國家經濟規模（常以GDP衡量）成正比。經濟規模較大的國家生產較多的商品與勞務，因此也有較多的商品出口。同樣的經濟規模較大的國家GDP較高，消費能力也較高，比較有能力購買較多的進口商品。
簡單地心引力模型假設經濟規模與距離是影響貿易的主要因素。
{\displaystyle T_{ij}=AY_{i}{\frac {Y_{j}}{D_{ij}}}}
- - {\displaystyle T_{ij}}：{\displaystyle i}國與{\displaystyle j}國間的貿易額度
  - {\displaystyle A}：常數
  - {\displaystyle Y_{i}}：{\displaystyle i}國的GDP
  - {\displaystyle Y_{j}}：{\displaystyle j}國的GDP
  - {\displaystyle D_{ij}}：{\displaystyle i}國與{\displaystyle j}國間的距離